# 161-я бригада подводных лодок
161-я Краснознамённая, ордена Ушакова 1-й степени бригада подводных лодок (161-я БрПЛ) — бригада подводных лодок Северного флота ВМФ СССР и России, созданная в 1951 году. Организационно входит в состав Кольской флотилии разнородных сил, пункт базирования Полярный.

## История
15 марта 1951 года Бригада подводных лодок Северного флота была переформирована в 33-ю Краснознамённую ордена Ушакова дивизию подводных лодок в составе вновь созданных 161-й и 162-й бригад подводных лодок. В 1961 году 161-я бригада вошла в состав переформированной из 33-й ДиПЛ 4-й эскадры подводных лодок. С 1995 года — в составе реформированной из 4-й ЭскПЛ 40-й дивизии подводных лодок Кольской флотилии разнородных сил, с 2001 года 40-я дивизия переформирована в 161-ю бригаду КФлРС, при этом бригада сохранила преемственность от всех вышеперечисленных соединений и является старейшим соединением подводных лодок ВМФ России.
Изначально в 161-ю бригаду, созданную на базе бывшего 1-го дивизиона Бригады, вошли большие подводные лодки Б-4, Б-5, Б-6, Б-7, Б-8, Б-9 типа «Крейсерская», Б-20 и Б-22 типа «Ленинец».
Начиная с 1954 года корабли времён войны постепенно были списаны, а в бригаду поступили новые большие подводные лодки проекта 611: Б-62 (позже перешла на ТОФ), Б-63, Б-64, Б-65, Б-66, Б-67 проекта В611, Б-74, Б-75, Б-76, Б-77, Б-80, Б-82, Б-91.
С 1960 до 1990 года на вооружении бригады стоят подводные лодки проекта 641, некоторые вошли в состав сразу после постройки, другие — переведены из 69-й и 211-й бригад в начале 1970-х годов. Всего в состав 161-й бригады входили: Б-2, Б-4 «Челябинский комсомолец», Б-6, Б-9, Б-21, Б-25, Б-26 (Б-826) «Ярославский комсомолец», Б-29, Б-34, Б-36, Б-38, Б-41, Б-46, Б-57, Б-59, Б-105, Б-107, Б-139, Б-153, Б-169, Б-205, Б-400, Б-409, Б-413, Б-416, Б-435, Б-440. Многие из этих кораблей впоследствии стали музейными.
С 1970 по 1976 год 161-я бригада в полном составе трижды осуществляла боевое дежурство в Средиземном море, оперативно подчиняясь 5-й Средиземноморской эскадре ВМФ СССР.
С 1986 по 1991 год бригада перевооружена подводными лодками проекта 877 «Палтус»: Б-401 «Новосибирск», Б-402 «Вологда», Б-459 «Владикавказ», Б-808 «Ярославль» (1988), Б-800 «Калуга» (1989), Б-471 «Магнитогорск» (1990), Б-177 «Липецк» (1991).
В 1998 году из состава расформированной 69-й бригады подводных лодок в 161-ю бригаду были переведены подводные лодки проекта 641Б «Сом»: Б-30, Б-146, Б-225, Б-396 «Новосибирский комсомолец», Б-437, Б-515, Б-546, а также спасательная подводная лодка БС-257 проекта 940 «Ленок». Все они на тот момент уже находились в очереди на списание и по сути на вооружении бригады не состояли.
С 2013 по 2020 год к бригаде была приписана головная подводная лодка проекта 677 Б-585 «Санкт-Петербург», находившаяся в опытной эксплуатации.
25 октября 2021 года командующий Северным флотом Александр Моисеев поздравил бригаду с 88-летием, так как история соединения восходит к 1933 году — времени формирования Северной военной флотилии и её подводных сил.
В 2024 году в состав 161-й бригады вошла первая серийная подводная лодка проекта 677М Б-586 «Кронштадт».

## Состав
По состоянию на 2024 год в состав бригады входят ДЭПЛ проектов 877 и 677М:
- Б-459 «Владикавказ»,
- Б-471 «Магнитогорск»,
- Б-800 «Калуга», командир капитан 2 ранга В. Попов.
- Б-586 «Кронштадт».
- Б-177 «Липецк», командир капитан 2 ранга Андрей Ковалёв — выведена из состава флота, в ожидании утилизации.
- Б-585 «Санкт-Петербург» — в резерве, базируется на Кронштадт,

## Командиры
- 1951—1953: Калинин, Михаил Степанович,
- 1953—1955: Ветчинкин Павел Петрович
- 1955—1956: Кудряшов Геннадий Трофимович,
- 1956—1960: капитан 1 ранга Шишкин Виктор Николаевич,
- 1960—1964: капитан 1 ранга Жуйко Иван Иосифович,
- 1964—1968: капитан 1 ранга Башкевич Владимир Дмитриевич,
- 1968—1971: капитан 1 ранга Чернавин, Лев Давыдович,
- 1971—1973: капитан 1 ранга Горохов Владимир Александрович,
- 1973—1979: капитан 1 ранга Мальков Евгений Георгиевич,
- 1979—1984: капитан 1 ранга Ларионов, Виталий Петрович,
- 1984—1985: контр-адмирал Поведёнок Михаил Васильевич,
- 1985—1993: капитан 1 ранга Тарасов Александр Иванович,
- 1993—1995: капитан 1 ранга Ящук Владимир Степанович,
- 1995—2003: капитан 1 ранга Васильев Игорь Владимирович,
- 2003—2007: капитан 1 ранга Голубев Олег Вячеславович,
- 2007—2011: капитан 1 ранга Горбунов Александр Владимирович,
- 2011—2017: Мамбеталиев Нурдин Болотович,
- 2017—н. в.: Монако Валерий Александрович[3]